# Lindley Beckworth

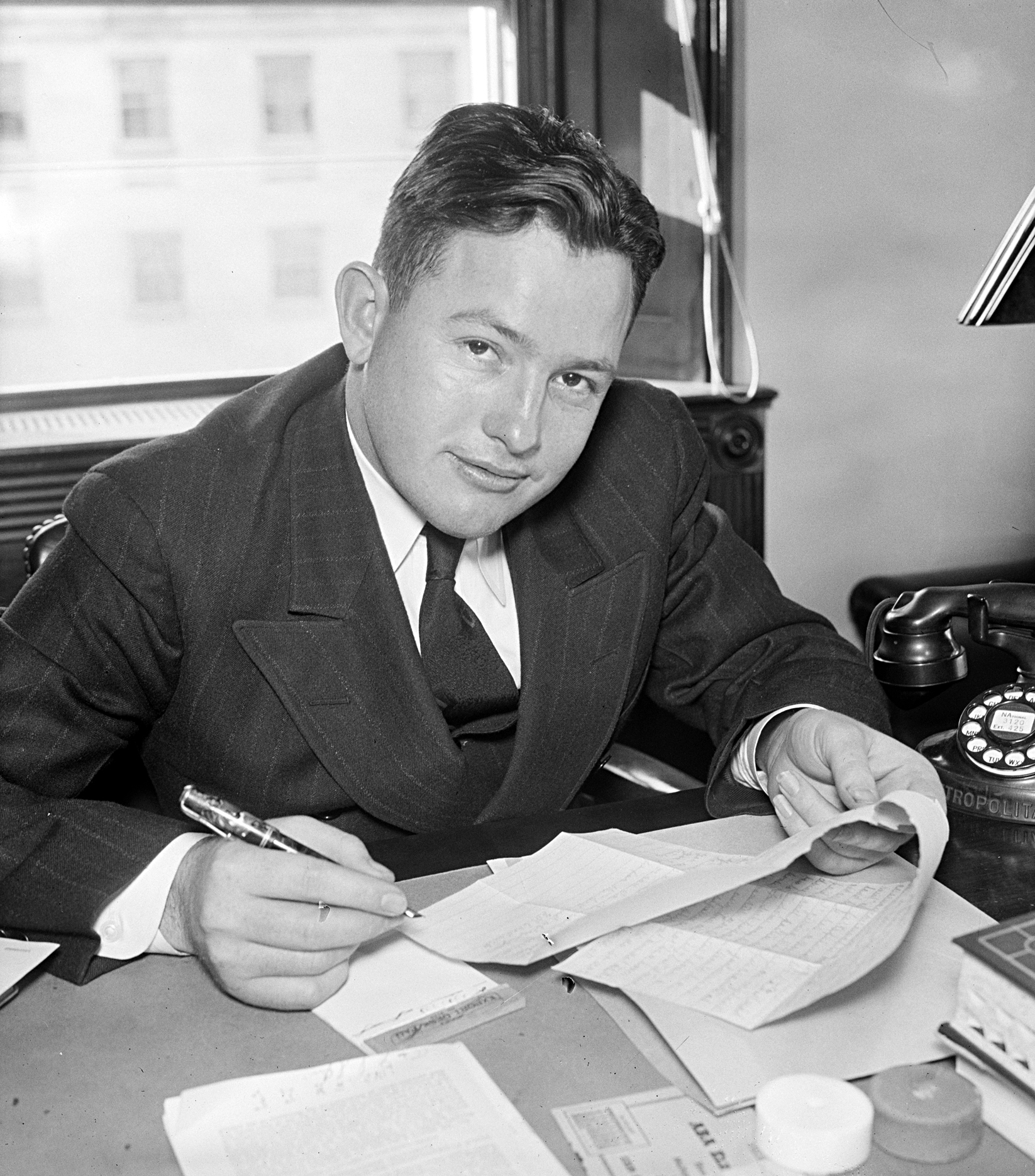
Lindley Beckworth (1938)

Lindley Garrison Beckworth Sr. (* 30. Juni 1913 bei Mabank, Kaufman County, Texas; † 9. März 1984 in Tyler, Texas) war ein US-amerikanischer Jurist und Politiker. Zwischen 1939 und 1953 sowie nochmals von 1957 bis 1967 vertrat er den Bundesstaat Texas im US-Repräsentantenhaus; später wurde er Bundesrichter.

## Werdegang
Lindley Beckworth besuchte die öffentlichen Schulen seiner Heimat und im Anschluss verschiedene Colleges sowie die Southern Methodist University in Dallas. Danach arbeitete er drei Jahre lang als Lehrer im Upshur County. Nach einem anschließenden Jurastudium an der Baylor University und der University of Texas at Austin sowie seiner 1937 erfolgten Zulassung als Rechtsanwalt begann er in Gilmer in diesem Beruf zu arbeiten. Gleichzeitig schlug er als Mitglied der Demokratischen Partei eine politische Laufbahn ein. In den Jahren 1936 bis 1938 saß er als Abgeordneter im Repräsentantenhaus von Texas.
Bei den Kongresswahlen des Jahres 1938 wurde Beckworth im dritten Wahlbezirk von Texas in das US-Repräsentantenhaus in Washington, D.C. gewählt, wo er am 3. Januar 1939 die Nachfolge von Morgan G. Sanders antrat. Nach sechs Wiederwahlen konnte er bis zum 3. Januar 1953 sieben Legislaturperioden im Kongress absolvieren. Bis 1941 wurden dort weitere New-Deal-Gesetze der Bundesregierung unter Präsident Franklin D. Roosevelt verabschiedet. Seit 1941 war auch die Arbeit des Kongresses von den Ereignissen des Zweiten Weltkrieges und dessen Folgen geprägt.
Im Jahr 1952 verzichtete Beckworth auf eine erneute Kandidatur. Stattdessen strebte er erfolglos die Nominierung seiner Partei für die Wahlen zum US-Senat an. Danach arbeitete er als Anwalt in Longview. Bei den Wahlen des Jahres 1956 wurde er erneut im dritten Distrikt seines Staates in den Kongress gewählt. Nach vier Wiederwahlen konnte er zwischen dem 3. Januar 1957 und dem 3. Januar 1967 als Nachfolger von Brady P. Gentry fünf weitere Amtszeiten im US-Repräsentantenhaus verbringen. In diese Zeit fielen der Höhepunkt der Bürgerrechtsbewegung, der Kalte Krieg und der Beginn des Vietnamkrieges. 1966 wurde Beckworth von seiner Partei nicht mehr zur Wiederwahl nominiert.
In den Jahren 1967 bis 1968 war Lindley Beckworth Bundesrichter am Zollgericht (United States Customs Court) in New York City. Danach praktizierte er wieder als Rechtsanwalt. Er starb am 9. März 1984 in Tyler, wo er auch beigesetzt wurde.